# La Javie
La Javie település Franciaországban, Alpes-de-Haute-Provence megyében. Lakosainak száma 374 fő (2022. január 1.). La Javie Barles, Beaujeu, Le Brusquet, Draix, Prads-Haute-Bléone, La Robine-sur-Galabre és Verdaches községekkel határos.

## Népesség
A település népességének változása:
| Lakosok száma | 257  | 251  | 297  | 380  | 394  | 391  | 404  | 385  | 375  | 374  |
|               | 1968 | 1982 | 1990 | 2006 | 2013 | 2015 | 2017 | 2019 | 2020 | 2022 |